# Wutha-Farnroda
Wutha-Farnroda é um município da Alemanha, situado no distrito de Wartburg, no estado da Turíngia. Tem 36,55 km² de área, e sua população em 2019 foi estimada em 6.335 habitantes.